# عیسی‌لار
عیسی‌لار (به لاتین: Isalar) یک منطقه مسکونی در جمهوری آذربایجان است که در شهرستان آق‌دام واقع شده است.